# Корнелий Лапид (иезуит)
Корнелий Лапид (лат. Cornelius a Lapide, 18 декабря 1567, Бохольт — 12 марта 1637, Рим) — католический экзегет, иезуит, преподавал Святое Писание в Лувене и в Риме.

## Биография
Составил себе имя как комментатор затруднительных мест Библии. Его комментарии были изданы в 1740 в Венеции.